# Kasanda (district)
Kasanda (ook Kassanda) is een district in het centrum van Oeganda. Het administratief centrum van het district bevindt zich in Kasanda. Het district telde in 2014 271.544 inwoners en in 2020 naar schatting 312.700 inwoners op een oppervlakte van 1919 km².
Meer dan 94% van de bevolking woont op het platteland. De landbouw bestaat voor een groot stuk uit de teelt van maïs en koffie en uit veeteelt. In het district zijn er ook goudmijnen.
Het district werd opgericht in 2018 toen het werd afgesplitst van het district Mubende. Het grenst aan de districten Mubende, Mityana, Kiboga en Gomba. Het is onderverdeeld in een town council (Kasanda) en negen sub-county's (Makokoto, Bukuuya, Kalwana, Kitumbi, Manyogaseka, Kiganda, Naluttutu, Myanzi Kassanda en Kikadwa).